# كارل سوير
كارل سوير (بالإنجليزية: Carl Sawyer)‏ هو لاعب كرة قاعدة أمريكي، ولد في 19 أكتوبر 1890 في سياتل في الولايات المتحدة، وتوفي في 17 يناير 1957 في لوس أنجلوس في الولايات المتحدة.

## وصلات خارجية
- كارل سوير على موقعبيزبول رفرنس.كوم (الدوري الرئيسي) (الإنجليزية)
- كارل سوير على موقعبيزبول رفرنس.كوم (الدوري الثانوي) (الإنجليزية)